# Башле, Жан Луи Теодор
Жан Луи Теодор Башле (15 января 1820, Писси-Повиль (Приморская Сена) — 26 сентября 1879, Руан) — французский историк и педагог.
Среднее образование получил в школах Руана и Версаля и увлекался историей с юных лет. Своё первое историческое сочинение, статью для антологии «Psaumes et cantiques en faux bourdon», написал в 1837 году. С 1840 года был лектором в Высшей нормальной школе, затем был переведён профессором истории в Коллеж-де-Гавр. С 1846 по 1847 год преподавал в Шартре, Сен-Кантене, Клермон-Ферране, Кутансе. В 1847 году получил место профессора истории в Корнеллском лицее Руана, где преподавал до 1873 года. В последние годы жизни заведовал муниципальной библиотекой Руана, которой подарил свою коллекцию музыковедческой литературы.
В его честь названы начальные школы в Руане и Сент-Уэне.
Главные работы: «La guerre de cent ans» (1852); «Mahomet et les Arabes»; «Les Français en Italie au XVI siècle»; «Les rois catholiques d’Espagne» (1853); «Sur la méthode historique» (1850); «Sur la formation de la nationalité française» (1859); «Les hommes illustres de France» (1867); «Cours d’histoire de France» (1871—1874) и многие другие; издал, совместно с Дезобри, «Dictionnaire de biographie et d’histoire» (10-е издание, 1889) и «Dict. général des lettres, des beaux-arts et des sciences morales et politiques» (4-е издание, 1875).